# Інді-ігри
Незалежні ігри або інді-ігри (англ. indie games від independent — «незалежний») — відеоігри, створені без фінансової підтримки великих видавців. Нерідко ці ігри дешеві або безкоштовні, багато з них мають невеликий розмір і тому поширюються через інтернет за допомогою цифрової дистрибуції або як freeware. Більшість спочатку вільних ігор також належить до цієї категорії.
З 1998 року щорічно проводиться Independent Games Festival в рамках конференції Game Developers Conference. З 2005 року проводиться фестиваль IndieCade.
В Україні інді-ігри представлені у фестивалях «Ukrainian Games Festival», які проводилися у 2022 та 2023 роках.
Інді-розробка ігор базується на тих самих концепціях програмування для аматорів і любителів, які з'явилися з появою персональних комп'ютерів і простої комп'ютерної мови BASIC у 1970-х і 1980-х роках. Незалежні розробники кодери з Європи створювали власні ігри та використовували звичайну пошту для розповсюдження своїх ігор, а згодом перейшли до інших методів розповсюдження ПЗ. З масовою появою інтернету в 1990-х роках набули популярності умовно-безкоштовні програми та інші методи розповсюдження файлів, хоча на той час інтерес до програмування для любителів і зменшився через ріст вартості розробки та конкуренції з боку видавців відеоігор і домашніх консолей.
Сучасний стан сфери інді-ігор є поєднання багатьох факторів з початку 2000-х років. Зокрема технічних, економічних і соціальних концепцій, які зробили інді-ігри дешевшими у створенні та розповсюдженні, але більш видимими для більшої аудиторії та пропонували нетрадиційний геймплей у порівнянні з основними іграми на консолях. Деякі інді-ігри стали фінансово дуже успішними, як-от Braid, World of Goo та Minecraft, що викликало більше інтересу до цієї області. Відтоді з'явилися нові галузеві можливості, зокрема нові цифрові вітрини, краудфандинг та інші інді-фінансові механізми, які допомагають новим командам створювати ігри; недорогі інструменти розробки з відкритим кодом, доступні для невеликих команд на всіх ігрових платформах; бутикові інді-видавці ігор, які залишають творчу свободу розробникам; а також визнання інді-ігор поряд із масовими іграми на основних подіях нагородження ігор.
Приблизно у 2015 році зростання кількості інді-ігор призвело до стразу «індіепокаліпсису», тобто надлишку ігор, який зробив би увесь ринок збитковим. Незважаючи на те, що ринок так і не зазнав краху, ця проблема досі лишається важливою для більшості незалежних розробників, оскільки багато ігор не є фінансово прибутковими. Приклади успішних інді-ігор включають серію Touhou Project, Cave Story, Braid, Super Meat Boy, Terraria, Friday Night Funkin', Minecraft, Fez, Shovel Knight, Undertale, Hollow Knight і Cuphead.

## Визначення
Сам термін «інді-гра» базується на схожих термінах, таких як незалежне кіно та незалежна музика, де ця концепція часто пов'язана з самовидавом і незалежністю від великих студій чи дистриб'юторів. Однак, як і у випадку з інді-фільмами та музикою, не існує загальноприйнятого визначення того, що таке «інді-гра», окрім того, що воно виходить за межі розробки відеоігор ААА-класу великими видавцями та студіями розробників. Одне просте визначення, описане Лорою Паркер для GameSpot, стверджує, що «незалежна розробка відеоігор — це бізнес зі створення ігор без підтримки видавців», але це не охоплює всі ситуації. Ден Пірс з IGN заявив, що єдиним консенсусом щодо того, що є інді-грою, є оцінка типу «Я зрозумію, коли побачу», оскільки жодне окреме визначення не може охопити те, які ігри загалом вважаються інді.

## Список ігор
Нижче подано вибірковий список незалежних ігор, які домоглися найбільшої популярності, визнання критиків і гравців.
| Назва                 | Розробник                       | Перший видавець                               | Рік виходу |
| --------------------- | ------------------------------- | --------------------------------------------- | ---------- |
| Samorost              | Якуб Дворскі                    | —                                             | 2003       |
| Gish                  | Cryptic Sea                     | Chronic Logic, Stardock                       | 2004       |
| Cave Story            | Daisuke Amaya (Pixel)           | —                                             | 2004       |
| Darwinia              | Introversion Software           | —                                             | 2005       |
| flOw                  | thatgamecompany                 | Sony Computer Entertainment                   | 2006       |
| DEFCON                | Introversion Software           | —                                             | 2007       |
| I Wanna Be the Guy    | Michael O'Reilly                | —                                             | 2007       |
| Aquaria               | Bit Blot                        | —                                             | 2007       |
| Knytt Stories         | Ніклас Нюгрен                   | —                                             | 2007       |
| Audiosurf             | Invisible handlebar             | Valve (Steam)                                 | 2008       |
| Braid                 | Number None, Inc.               | Microsoft (XBLA)                              | 2008       |
| World of Goo          | 2D BOY                          | —                                             | 2008       |
| Crayon Physics Deluxe | Petri Purho                     | —                                             | 2008       |
| Demonophobia          | Невідомо                        | —                                             | 2008       |
| Windosill             | Vectorpark                      | —                                             | 2009       |
| Zeno Clash            | ACE Team                        | Valve (Steam)                                 | 2009       |
| Trine                 | Frozenbyte                      | —                                             | 2009       |
| Osmos                 | Hemisphere Games                | —                                             | 2009       |
| Machinarium           | Amanita Design                  | —                                             | 2009       |
| Eufloria              | Alex May, Rudolf Kremers        | —                                             | 2009       |
| Minecraft             | Маркус Перссон                  | Mojang AB                                     | 2009       |
| Beat Hazard           | Cold Beam Games                 | Microsoft (XBLA)                              | 2009       |
| VVVVVV                | Terry Cavanagh                  | Kongregate                                    | 2010       |
| LIMBO                 | Playdead                        | Microsoft (XBLA)                              | 2010       |
| Alien Swarm           | Valve Corporation               | Microsoft, Valve (Steam)                      | 2010       |
| Which                 | Mike Inel                       | —                                             | 2010       |
| Zero Gear             | NimbleBit                       | Valve (Steam)                                 | 2010       |
| Super Meat Boy        | Team Meat                       | Microsoft (XBLA)                              | 2010       |
| Terraria              | Re-Logic                        | Valve (Steam)                                 | 2011       |
| Bastion               | Supergiant Games                | Warner Bros. Interactive Entertainment (XBLA) | 2011       |
| Contre Jour           | Mokus Games                     | Electronics Arts, Chillingo, HeroCraft        | 2011       |
| The Binding of Isaac  | Edmund McMillen і Florian Himsl | Valve Corporation                             | 2011       |
| To the Moon           | Freebird Games                  | Freebird Games                                | 2011       |
| Don't Starve          | Klei Entertainment              | Klei Entertainment                            | 2013       |
| Cry of Fear           | Team Psykskallar                | Valve Corporation (Steam)                     | 2013       |
| Sally Face            | Portable moose                  | Steve Gabry                                   | 2016       |